# Quint Fabi Màxim (cònsol 213 aC)
Quint Fabi Màxim (en llatí: Quintus Fabius Q. F. Q. N. Maximus) va ser un magistrat romà. Era el fill gran de Quint Fabi Màxim Berrugós. Formava part de la gens Fàbia, i de la família dels Fabi Màxim.
Va ser edil curul l'any 215 aC i pretor el 214 aC. Va rebre la Pulla i es va establir a la vora de Lucèria, on va col·laborar amb els altres generals a la Segona Guerra Púnica.
Va ser cònsol l'any 213 aC i va tornar a tenir la Pulla com a província. Aquell any el seu pare va servir com a legat a les seves ordres a Suessula. Després ell mateix va ser legat del cònsol Marc Livi Salinator, l'any 207 aC. Va morir molt poc després, l'any 206 aC, i la seva oració fúnebre la va pronunciar el seu pare.